# Wesljana (Wym)
Die Wesljana (russisch Весля́на) ist ein linker Nebenfluss des Wym in der Republik Komi in Nordwestrussland.
Die Wesljana entsteht nördlich der Fernstraße Uchta–Syktyvkar am Zusammenfluss von Iosser (von links) und Roptscha (von rechts). 
Sie fließt in überwiegend westlicher Richtung und trifft schließlich auf den nach Süden strömenden Wym, einen rechten Nebenfluss der Wytschegda. 
Die Wesljana hat eine Länge von 138 km. Sie entwässert ein Areal von 4620 km². Der mittlere Abfluss 62 km oberhalb der Mündung beträgt 40 m³/s.
Im Monat Mai, während der Schneeschmelze, führt der Fluss Hochwasser.